# Caligus longipedis
Caligus longipedis är en kräftdjursart som beskrevs av Bassett-Smith 1898. Caligus longipedis ingår i släktet Caligus och familjen Caligidae. Inga underarter finns listade i Catalogue of Life.